# شانون ميلر
 شانون ميل: (بالإنجليزية: Shannon Miller) وهي لاعبة جمباز أمريكية سابقة. وهي أكثر لاعبة جمباز أمريكية حاصلة على ميداليات، وتعتبر واحدة من أعظم اللاعبين في الولايات المتحدة. وكانت ميلر بطلة العالم عامي 1993 و1994، ودورة الألعاب الأولمبية 1996، وبطلة بطولة ألعاب بان آم 1995، وهي حاصلة الميدالية الذهبية للفرق في أولمبياد أتلانتا. فازت بما مجموعه 16 ميدالية منها ميداليات بطولة العالم وأخرى من الميداليات الأولمبية بين عامي 1991 و1996، كما تحتل ميلر المرتبة الأولى بين لاعبي ولاعبات الجمباز الأمريكان وأكثرهم حصولً على الميداليات في تاريخ جمباز الولايات المتحدة. وكانت ميلر الأكثر بين الأولمبيين الأميركان نجاحاً من قبل الميداليات في دورة العاب برشلونة عام 1992، حيث حصلت على 5 ميداليات في دورة واحدة.

## التعليم
عندما كانت شابة، حضرت ميلر مدرسة أدمون الشمالية الثانوية. .
في عام 2003، تخرجت من جامعة هيوستن بدرجة بكالوريوس في التسويق وإدارة الأعمال  وفي وقت لاحق هذا العام دخلت كلية بوسطن وكلية الحقوق.

## روابط خارجية
- شانون ميلر على موقع الاتحاد الدولي للجمباز (licence) (الإنجليزية)
- شانون ميلر على موقع الاتحاد الدولي للجمباز (biography) (الإنجليزية)
- شانون ميلر على موقع اللجنة الأولمبية الدولية (الإنجليزية)
- شانون ميلر على موقع أوليمبيديا (الإنجليزية)